# Manzanar War Relocation Center
Das Manzanar War Relocation Center oder kurz Manzanar war während des Zweiten Weltkrieges 1942–1945 eines der zehn Internierungslager der Vereinigten Staaten im Rahmen der Internierung japanischstämmiger Amerikaner aus einer Sperrzone an der Westküste, die als Sicherheitsrisiko betrachtet wurden („Enemy Alien“). Von den bis zu 10.046 Internierten waren etwa zwei Drittel in den Vereinigten Staaten geborene Staatsbürger der USA. Das Lager lag in der Mitte zwischen den kleinen Ortschaften Independence und Lone Pine im Tal des Owens River, Inyo County, Kalifornien in der Mojave-Wüste  auf der Ostseite der Sierra Nevada zu Füßen des Mount Williamson.

## Geschichte
Das Tal des Owens River war ursprünglich von Paiute-Indianern besiedelt. Ihre Anwesenheit ist seit etwa dem Jahr 500 nachgewiesen. In den 1850er-Jahren kamen die ersten Weißen in das Tal und bauten kleine Farmen nach dem Homestead Act oder suchten nach Erz. Nach Konflikten wurden die Paiute 1863 in ein Reservat beim 200 km südlich liegenden Fort Tejon gezwungen. Der Ort des späteren Lagers wurde eine Rinderranch, in der einige zurückgekehrte Paiute beschäftigt wurden. 1910, die Ranch war aufgegeben worden, gründeten Farmer einen kleinen Ort und nannten ihn Manzanar nach dem spanischen Wort für Apfel-Plantage und begannen mit dem Anbau von Obst und anderen Feldfrüchten. Bereits ab 1905 hatte die Stadtverwaltung von Los Angeles begonnen, in der ganzen Region Nutzungsrechte an Oberflächenwasser zu kaufen. Der erste Los Angeles Aqueduct wurde 1913 errichtet, die weiteren Rechte erworben und gegen Widerstand (California Water Wars) durchgesetzt. 1928 gehörten nahezu alle Wasser-Nutzungsrechte im Tal der Stadt Los Angeles, das Wasser wurde abgeleitet und der Owens River fiel trocken. Die Landwirtschaft brach zusammen.

## Als War Relocation Center

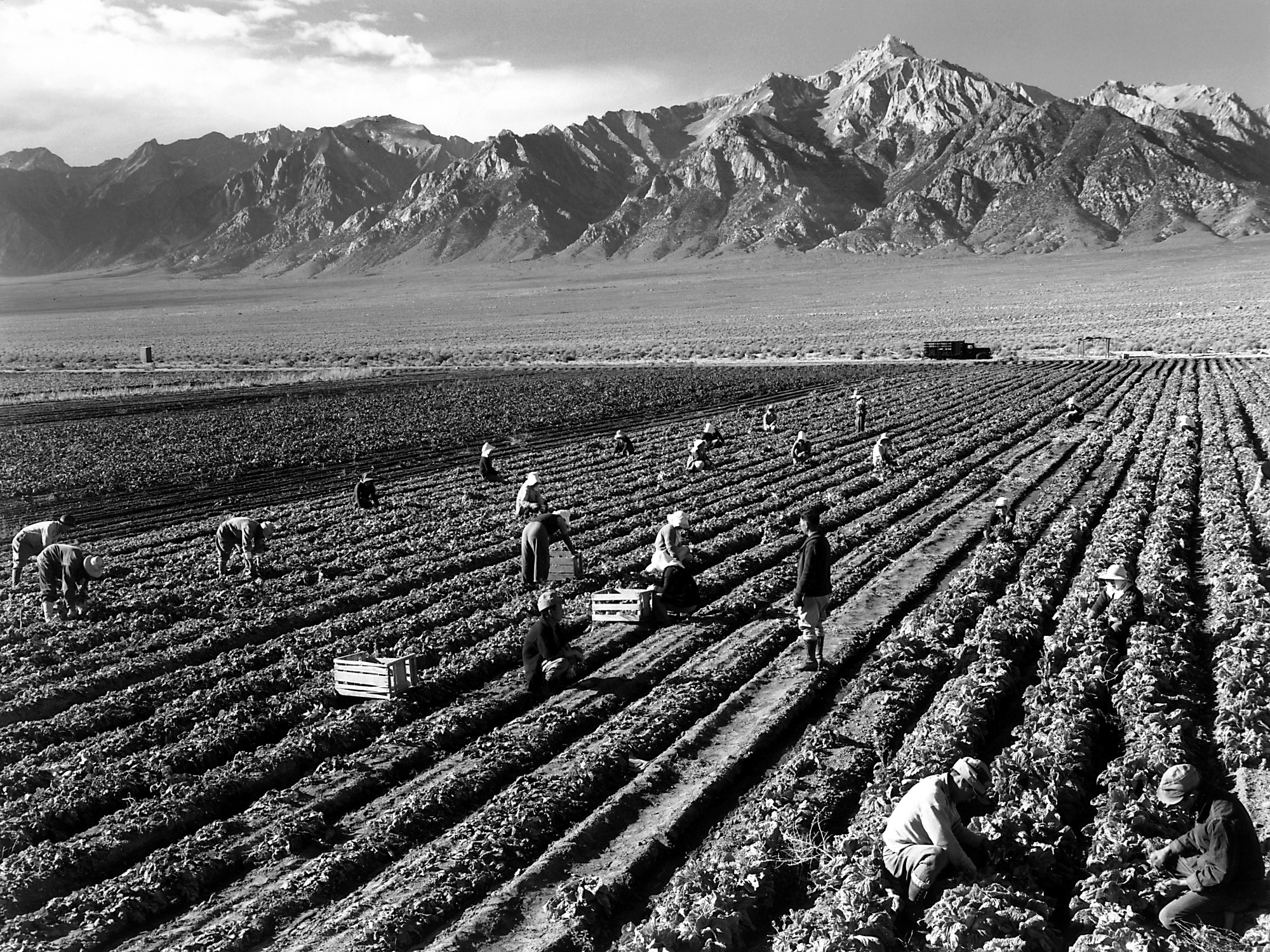
Internierte bei der Feldarbeit vor Mount Williamson, Bild von Ansel Adams, 1943

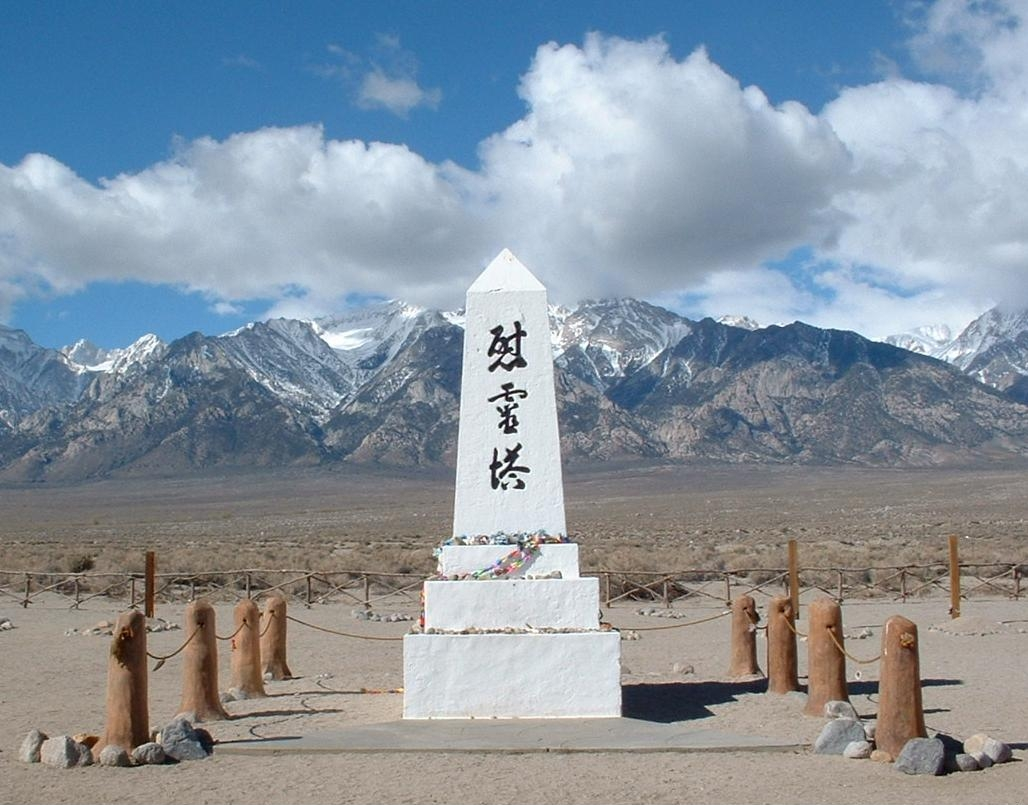
Gedenkstein an die Opfer

Die weitgehend verlassene Region auf der Ostseite der Sierra wurde genutzt, als 1942 Standorte für Sammelstellen und Internierungslager für japanische Ausländer und japanischstämmige Amerikaner gesucht wurden. Nach dem Angriff auf Pearl Harbor und dem Eintritt der Vereinigten Staaten in den Zweiten Weltkrieg vom Dezember 1941 wurden nicht nur japanische Staatsangehörige in den Vereinigten Staaten, sondern auch alle amerikanischen Staatsbürger japanischer Abstammung als Sicherheitsrisiko eingestuft. Am 19. Februar 1942 unterzeichnete Präsident Franklin D. Roosevelt die Executive Order 9066 auf deren Grundlage große Teile der Pazifik-Anrainerstaaten zum Sperrgebiet erklärt wurden. Alle Bewohner Alaskas, Kaliforniens, des westlichen Oregons und Washingtons sowie eines kleinen Streifens im Süden Arizonas mit japanischen Vorfahren wurden durch die War Relocation Authority (Kriegs-Umsiedlungs-Behörde) unter dem Dach des US-Innenministeriums in Internierungslager östlich der Pazifik-Region eingewiesen. In Manzanar waren vor allem Japanese Americans aus Los Angeles interniert. Eine vergleichbare Ermächtigung zur vollständigen Internierung von deutsch- und italienischstämmigen Bewohnern der Ostküste wurde nicht umgesetzt. Einzelne Personen wurden aber interniert.
Das Manzanar Relocation Center bestand aus 36 Blöcken mit jeweils zwölf Baracken. In jedem Block waren bis zu 300 Personen untergebracht. Die Baracken-Siedlung war von einem rund 8 km langen Zaun umgeben, der mit acht Wachtürmen ausgestattet war und von einer Einheit der Militärpolizei bewacht wurde. Ursprünglich sollten die Insassen in einer Textilfabrik und anderen Betrieben einer Erwerbsarbeit nachgehen, nach Protesten der Gewerkschaft über die unfaire Konkurrenz produzierte die Textilfabrik nur noch Tarnnetze für die Armee und ansonsten setzte die Verwaltung des Lagers auf Landwirtschaft zur Beschäftigung und Eigenversorgung der Internierten. Die Anbaufläche musste zunächst fruchtbar gemacht werden. Sie war mit insgesamt 150 Hektar sehr groß. Rund um das Lager wurden vor allem Kartoffeln, Getreide, Tomaten, Gurken, Zwiebeln und Melonen angebaut, während im Lager selbst von den Häftlingen mehrere traditionelle japanische Gärten angelegt wurden. Die Ernährung im Lager entsprach der Versorgung der allgemeinen Bevölkerung, die Rationen waren identisch bemessen.
Am 6. Dezember 1942 kam es in Manzanar zur Manzanar Riot, dem größten und schwerwiegendsten Protest aller Internierungslager. Er entstand aus einem langwierigen Konflikt zwischen mit der Militärverwaltung kooperierenden Einwanderern der zweiten Generation, die die US-Staatsangehörigkeit besaßen, und japanisch orientierten Einwanderern der ersten Generation (Issei) sowie in den USA geborenen japanischstämmigen Amerikanern, die ihre Schul- oder Universitätsausbildung in Japan absolviert hatten und danach wieder in die USA zurückgekehrt waren. Die Gruppen stritten über die attraktivsten und bestbezahlten Tätigkeiten im Lager, über die Lebensmittelversorgung und über die Repräsentation im gewählten Lagerrat, dem nur in den USA Geborene angehören durften.
Als ein den USA loyaler Vertreter des Lagerrates von Maskierten zusammengeschlagen wurde, nahm die Militärpolizei einen mutmaßlichen Rädelsführer fest und wollte ihn aus Manzanar entfernen und zwangsweise in eines der anderen Lager verlegen. Über tausend Internierte versammelten sich, um gegen die Maßnahme zu protestieren. Die Lagerverwaltung gab in Sachen der Verlegung nach und behielt den Festgenommenen im Lagergefängnis. Im Fortgang der Demonstration wurde der Lebensmittelladen der Selbstverwaltung angezündet und die Militärpolizei setzte Tränengas ein. Als ein Internierter einen Truck auf das Gefängnistor zufuhr, eröffnete die Militärpolizei das Feuer. Ein 17-jähriger Demonstrant wurde erschossen, ein zweiter durch einen Bauchschuss so schwer verletzt, dass er einige Tage später starb. Neun weitere Internierte wurden durch Schüsse verletzt und ein Militärpolizist von einem Querschläger getroffen.
Für mehrere Tage folgten offene Proteste und mehrwöchige Streiks, exponierte Vertreter der loyalen Seite wurde zeitweilig zur Sicherheit aus dem Lager verlegt, weil es Todesdrohungen gab. Nachts patrouillierte die Militärpolizei verstärkt durch Truppen der Nationalgarde. 15 Rädelsführer der Proteste wurden inhaftiert und später in weit entfernte Lager transportiert.

## Nach dem Zweiten Weltkrieg
In den 1960er-Jahren  begann unter dem Eindruck der Bürgerrechtsbewegung Kritik an den Maßnahmen laut zu werden, die Diskussion führte in den 1980er-Jahren zu umfangreichen wissenschaftlichen Untersuchungen und einer politischen Debatte. Nachdem eine vom US-Kongress eingesetzte Kommission zum Schluss kam, dass die Maßnahmen nicht durch militärische Notwendigkeit rechtfertigt werden konnten, sprach 1988 der Civil Liberties Act of 1988 jedem noch lebenden Opfer der Zwangsumsiedelung 20.000 Dollar Entschädigung zu. 1992 wurden in einer Gesetzesänderung weitere Mittel bereitgestellt, um die Verpflichtung erfüllen zu können und Präsident George H. W. Bush sprach eine formelle Bitte um Entschuldigung aus.
Über ihre Erlebnisse in Manzanar schrieb Jeanne Wakatsuki Houston, eine in den Vereinigten Staaten geborene Tochter japanischer Eltern, 1972 das Buch Farewell to Manzanar, das heute zum Kanon vieler US-amerikanischer Schulen gehört. Es wurde 1976 unter demselben Titel in einer Fernsehproduktion verfilmt und für zwei Emmys nominiert.
Am 30. Juli 1976 wurde das Manzanar War Relocation Center als Stätte in das National Register of Historic Places aufgenommen. Seit dem 4. Februar 1985 gilt die Anlage als eine National Historic Landmark. 1992 wurde das Gebiet als Manzanar National Historic Site eine Gedenkstätte vom Typ eines National Historic Sites unter der Verwaltung des National Park Service. Zwei weitere Gedenkstätten widmen sich demselben Thema: Seit 2001 besteht Minidoka National Historic Site in Idaho, seit 2008 ist das Tule Lake War Relocation Center im Norden Kaliforniens ein Teil des World War II Valor in the Pacific National Monument.

## Musik
Das Lied Kenji von Fort Minor handelt zum Teil von Manzanar und die Gesamtsituation der japanischstämmigen US-Amerikaner im Zweiten Weltkrieg.
Tom Paxton singt auf seiner CD under american skies das von Tom Russell geschriebene Lied Manzanar.
Cock Robin singen auf ihrer CD First Love / Last Rites das Lied Manzanar. Das zugehörige Musikvideo zeigt Bilder aus dem Lager.

## Verfilmungen
Das Leben im Lager Manzanar ist auch Thema in dem 1990 entstandenen Melodram Komm und sieh das Paradies von Regisseur Alan Parker mit Dennis Quaid und Tamlyn Tomita in den Hauptrollen.

## Nachweise
1. ↑  Francis Nenik / Sebastian Stumpf: Seven Palms. Das Thomas-Mann-Haus in Pacific Palisades, Los Angeles. Spector Books, Leipzig 2018, ISBN 978-3-95905-180-4, S. 185.
2. ↑  Francis Nenik / Sebastian Stumpf: Seven Palms. Das Thomas-Mann-Haus in Pacific Palisades, Los Angeles. Spector Books, Leipzig 2018, ISBN 978-3-95905-180-4, S. 190.
3. ↑  Burton, Kapitel 8, Seite 3
4. ↑  Commission on Wartime Relocation and Internment of Civilians, Personal Justice Denied, Summary
5. ↑  Eintrag im National Register Information System. National Park Service, abgerufen am 25. Mai 2016
6. ↑  Listing of National Historic Landmarks by State: California. National Park Service, abgerufen am 1. August 2019.